# انریکو میزی
انریکو میزی (انگلیسی: Enrico Mizzi؛ ۲۰ سپتامبر ۱۸۸۵ – ۲۰ دسامبر ۱۹۵۰) سیاستمدار اهل مالت بود. وی از ۲۶ سپتامبر ۱۹۵۰ تا ۲۰ دسامبر ۱۹۵۰ نخست‌وزیر مالت بود.
انریکو میزی در ۲۰ دسامبر ۱۹۵۰، در سن ۶۵ سالگی درگذشت.